# 新吉林街道
新吉林街道，是中华人民共和国吉林省吉林市龙潭区下辖的一个乡镇级行政单位。

## 行政区划
新吉林街道下辖以下地区：
新工社区、新义社区和新北社区。